# Noorda blitealis
Noorda blitealis är en fjärilsart som beskrevs av Walker 1859. Noorda blitealis ingår i släktet Noorda och familjen Crambidae. Inga underarter finns listade i Catalogue of Life.